# گورستان طاسران
قبرستان طاسران مربوط به عصر مفرغ - سده‌های اولیه دوران‌های تاریخی پس از اسلام است و در شهرستان کبودرآهنگ، بخش مرکزی، دهستان راهب، جنوب روستای طاسران واقع شده و این اثر در تاریخ ۷ اسفند ۱۳۸۶ با شمارهٔ ثبت ۲۱۵۹۶ به‌عنوان یکی از آثار ملی ایران به ثبت رسیده است.